# Kankaisensaari (ö i Norra Savolax)
Kankaisensaari är en halvö i Finland. Den ligger i sjön Iso-Kankainen och i kommunen Tuusniemi i den ekonomiska regionen  Nordöstra Savolax ekonomiska region  och landskapet Norra Savolax, i den centrala delen av landet, 300 km nordost om huvudstaden Helsingfors.